# الحاقدون الثمانية
الحاقدون الثمانية (بالإنجليزية: The Hateful Eight)‏ هو فيلم تم إنتاجه في الولايات المتحدة وصدر في سنة 2015. الفيلم من إخراج كوينتن تارانتينو وكتابة كوينتن تارانتينو. من بطولة صامويل جاكسون وكورت راسل وجينيفر جيسون لي وتيم روث ومايكل مادسن.

## القصة
تبدأ القصة في صباح يوم ثلجي حيت وصل المدعو جودي دوميرج مع ثلاثة من أفراد عصابته انقاد أخته دايزي دوميرج المتوجهة إلى حبل المشنقة وياخذها حون روت إلى محل (خردوات مينز) الذي يشبه الفندق الصغير، بعدها بدقائق يقوم جودي ومن معه بقتل الجميع في ذلك المحل، ثم استولوا عليه وبدأوا في انتظار الضيوف الذي سياتون مساء والضيوف ما هم إلا ماركوس وارن صائد حوائز بطل حرب سابق في الحرب الأهلية الأمريكية والضيف الثالث كان جون راث صائد جوائز هو الآخر والمجرمة دايزي دوميرج التي يأخذها إلى البلدة من أجل أن تشنق.

## طاقم الممثلين

### الممثلون الأساسيون
- صامويل جاكسون في دور مَارْكِسْ وَارَنْ
- كيرت راسل في دور جُونْ رُوثْ
- جينيفر جيسون لي في دور دَيْزِي دَامَرْغُو
- والتون جوجينز في دور كْرِيسْ مَانِيكْسْ
- ديميان بيشير في دور بُوبْ (مَارْكُو المكسيكي)
- تيم روث في دور أُوسْوَالْدُو مُوبْرَايْ (بِيتْ هِيكُوكْسْ الإنجليزي)
- مايكل مادسن في دور جُو غَيْجْ (غْرَاوْتْشْ دَاغْلَسْ)
- بروس ديرن في دور الجنرال سَانْفُورْدْ سْمِثَرْزْ

## الميزانية والإيرادات
بلغت تكلفة إنتاج الفيلم حوالي 44 مليون دولار.

## وصلات خارجية
- الحاقدون الثمانية على موقع IMDb (الإنجليزية)
- الحاقدون الثمانية على موقع ميتاكريتيك (الإنجليزية)
- الحاقدون الثمانية على موقع روتن توميتوز (الإنجليزية)
- الحاقدون الثمانية على موقع نتفليكس (الإنجليزية)
- الحاقدون الثمانية على موقع قاعدة بيانات الأفلام العربية
- الحاقدون الثمانية على موقع ألو سيني (الفرنسية)
- الحاقدون الثمانية على موقع Turner Classic Movies (الإنجليزية)
- الحاقدون الثمانية على موقع أول موفي (الإنجليزية)
- الحاقدون الثمانية على موقع بوكس أوفيس موجو (الإنجليزية)
- الحاقدون الثمانية على موقع فيلمافينيتي (الإسبانية)